# Wendy Peak
Der Wendy Peak ist ein 671 m hoher Berg im Südosten der Adelaide-Insel westlich der Antarktischen Halbinsel. Er ragt südwestlich des Tom Peak im Südosten der Stokes Peaks auf.
Die Benennung des Bergs geht auf Personal des British Antarctic Survey auf der Rothera-Station in den 1980er und 1990er Jahren zurück. Namensgeber ist ein Schlittenhund.